# Royaume-Uni au Concours Eurovision de la chanson 1984
Le Royaume-Uni était représenté au Concours Eurovision de la chanson 1984 par Belle and the Devotions avec la chanson "Love Games". Il a été choisi dans le cadre du processus de sélection nationale dans l'émission A Song for Europe et s'est classé septième à l'Eurovision, recevant 63 points.

## Sélection

### A Song for Europe 1984
L'émission télévisée A Song for Europe a de nouveau été utilisée pour sélectionner la candidature britannique, comme elle l'avait fait depuis les débuts du Royaume-Uni au Concours en 1957.

#### Compétitions
La finale a eu lieu le 4 avril 1984 au Studio 1 du Television Centre, London et a de nouveau été animée par Terry Wogan. Le BBC Concert Orchestra sous la direction de John Coleman en tant que chef d'orchestre a accompagné toutes les chansons, mais toute la musique a été préenregistrée. Parmi les participants, l'auteur-compositeur Paul Curtis n'avait pas moins de quatre des huit chanson (il a ensuite pris trois des quatre premières places). Les votes de huit jurys régionaux basés à Édimbourg, Norwich, Belfast, Londres, Cardiff, Manchester, Bristol et Birmingham ont désigné le vainqueur. Chaque région du jury a attribué 15 points à sa chanson préférée, 12 points à la deuxième, 10 points à la troisième puis 9, 8, 7, 6 et 5 points par ordre de préférence pour les chansons de la 4e à la 8e. Dans un plan de modernisation de l'émission, l'infographie a été utilisée pour la première fois lors du vote.
Les chanteurs Sinitta et Hazell Dean deviendront plus tard des artistes à succès - tous deux sous la direction de Stock Aitken Waterman. The latter scoring her first top 10 hit just a few weeks after the contest.
| Ordre | Artiste                 | Chanson               | Auteur(s) compositeur(s)            | Points | Place |
| ----- | ----------------------- | --------------------- | ----------------------------------- | ------ | ----- |
| 1     | Caprice                 | "Magical Music"       | Mike Finesilver                     | 60     | 6     |
| 2     | Nina Shaw               | "Look at Me Now"      | Jeremy Paul                         | 78     | 3     |
| 3     | Bryan Evans             | "This Love Is Deep"   | Steve Glen, Mike Burns, Nicky Chinn | 53     | 8     |
| 4     | Belle and the Devotions | "Love Games"          | Paul Curtis, Graham Sacher          | 112    | 1     |
| 5     | First Division          | "Where the Action Is" | Paul Curtis, Graham Sacher          | 79     | 2     |
| 6     | Miriam Anne Lesley      | "Let It Shine"        | Paul Curtis                         | 62     | 5     |
| 7     | Sinitta                 | "Imagination"         | Paul Curtis, Tony Hiller            | 77     | 4     |
| 8     | Hazell Dean             | "Stay in My Life"     | Hazell Dean, Mike Bradley           | 55     | 7     |

| Ordre | Chanson               | Édimbourg | Norwich | Belfast | Londres | Cardiff | Manchester | Bristol | Birmingham | Total score |
| ----- | --------------------- | --------- | ------- | ------- | ------- | ------- | ---------- | ------- | ---------- | ----------- |
| 1     | "Magical Music"       | 9         | 5       | 7       | 8       | 5       | 10         | 9       | 7          | 60          |
| 2     | "Look at Me Now"      | 8         | 10      | 8       | 9       | 15      | 9          | 7       | 12         | 78          |
| 3     | "This Love Is Deep"   | 7         | 6       | 9       | 6       | 7       | 7          | 5       | 6          | 53          |
| 4     | "Love Games"          | 15        | 15      | 15      | 15      | 10      | 12         | 15      | 15         | 112         |
| 5     | "Where the Action Is" | 12        | 8       | 6       | 12      | 8       | 15         | 8       | 10         | 79          |
| 6     | "Let It Shine"        | 10        | 7       | 12      | 5       | 9       | 5          | 6       | 8          | 62          |
| 7     | "Imagination"         | 6         | 12      | 10      | 10      | 12      | 6          | 12      | 9          | 77          |
| 8     | "Stay in My Life"     | 5         | 9       | 5       | 7       | 6       | 8          | 10      | 5          | 55          |

| Jury       | Porte-parole   |
| ---------- | -------------- |
| Édimbourg  | Ken Bruce      |
| Norwich    | Judi Lines     |
| Belfast    | Diane Harron   |
| Londres    | Colin Berry    |
| Cardiff    | Iwan Thomas    |
| Manchester | Alan Yardley   |
| Bristol    | Vivien Creegor |
| Birmingham | Paul Coia      |

#### Discographie britannique
- Nina Shaw - Look At Me Now: Red Bus RBUS90.
- Bryan Evans - This Love Is Deep: Charisma CB413.
- Belle & The Devotions - Love Games: CBS A4332 (7" Single)/TA4332 (12" Single).
- First Division - Where The Action Is: Panther PAN3.
- Miriam Anne Lesley - Let It Shine: RCA RCA403.
- Sinitta - Imagination: Magnet MAG258.
- Hazell Dean - Stay In My Life: Proto ENA116.

## À l'Eurovision
Belle and the Devotions ont été hués au Concours, en partie comme réaction après que les fans de football anglais ont créé des émeutes au Luxembourg quelques mois plus tôt, causant des dommages considérables à la ville et à la délégation néerlandaise pour protester contre le fait que les trois choristes du groupe qui interprétaient la chanson n’ont jamais été vus par les téléspectateurs (la BBC a soutenu que c’était parce que l’une d’entre eux était enceinte) alors que les deux membres des Devotions, Laura James et Linda Sofeld, mimaient leur chant. Malgré l’accueil, le groupe a terminé 7e avec 63 points et a atteint la 11e place au UK singles chart, le classement le plus élevé de toutes les entrées britanniques entre 1983 et 1994. La Suède a fini par remporter la compétition avec la chanson Diggi-Loo Diggi-Ley.
Terry Wogan a de nouveau fourni le commentaire télévisé pour BBC 1, pour la deuxième année consécutive Radio 2 a choisi de ne pas diffuser le concours, mais le concours a été diffusé sur British Forces Radio avec des commentaires fournis par Richard Nankivell. Colin Berry a de nouveau été porte-parole du jury britannique.

### Vote
| Score     | Pays                                            |
| --------- | ----------------------------------------------- |
| 12 points |                                                 |
| 10 points | Italie                                          |
| 8 points  | - Irlande - Norvège                             |
| 7 points  | Allemagne                                       |
| 6 points  | Portugal                                        |
| 5 points  |                                                 |
| 4 points  | - Finlande - Pays-Bas                           |
| 3 points  | - Espagne - Suède                               |
| 2 points  | - Autriche - Belgique - Chypre                  |
| 1 point   | - Danemark - Luxembourg - Turquie - Yougoslavie |

| Score     | Pays        |
| --------- | ----------- |
| 12 points | Danemark    |
| 10 points | Suisse      |
| 8 points  | Irlande     |
| 7 points  | Suède       |
| 6 points  | France      |
| 5 points  | Turquie     |
| 4 points  | Espagne     |
| 3 points  | Yougoslavie |
| 2 points  | Allemagne   |
| 1 point   | Pays-Bas    |